# Коза (Румунія)
Коза (рум. Coza) — село у повіті Вранча в Румунії. Входить до складу комуни Тулніч.
Село розташоване на відстані 168 км на північ від Бухареста, 46 км на північний захід від Фокшан, 118 км на північний захід від Галаца, 85 км на схід від Брашова.

## Населення
За даними перепису населення 2002 року у селі проживали 870 осіб, усі — румуни. Усі жителі села рідною мовою назвали румунську.